# Crataegus germanica
Il nespolo europeo (Crataegus germanica (L.) Kuntze, 1891), anche chiamato nespolo comune, è un albero da frutto appartenente alla famiglia delle Rosaceae. 
Il suo frutto è chiamato "nespola". Negli ultimi due secoli però, in Europa e altri paesi del mondo è stato gradualmente e commercialmente rimpiazzato dal nespolo giapponese, che appartiene ad una specie diversa, ma i suoi frutti vengono sempre chiamati "nespole". I frutti di entrambe le specie si raccolgono acerbi, in attesa di maturazione fuori dalla pianta, tuttavia la nespola europea è a raccolta autunnale, di forma più tondeggiante e con una buccia di color verdastro-grigio-marrone chiaro, riconoscibile da una grossa apertura al fondo, mentre quella giapponese è primaverile, la bacca appare più oblunga e chiusa, e la buccia di un colore più vivo e giallo.

## Storia
Il termine nespolo deriva da nespilum - mespilum, a sua volta derivanti dal greco meso (=in mezzo) e dal latino pillum (=palla), a indicare il frutto a forma sferoidale dimezzata. Pare che le origini della specie Mespilus affondino già nei tempi antichi presso le aree geografiche del Mar Caspio, in Asia Minore, quindi nell'Antica Grecia (VIII secolo a.C. circa), per poi diffondersi fino all'Europa Centrale, da cui prese il nome latino di germanico). A causa della sua maturazione autunnale e dei frutti vagamente simili, esso veniva anche confuso, o semplicemente paragonato anche alla pianta della Sorba. Come già detto, a partire dalla fine del XVIII secolo fu gradualmente soppiantato, nell'intera Europa, dal nespolo giapponese, inizialmente importato come semplice pianta ornamentale delle Corti di Francia.

## Descrizione
Il nespolo europeo appare come un albero di medie dimensioni, raggiungendo i 4–5 m in altezza (a differenza del giapponese, che può raggiungere i 10 metri in altezza), e con una larghezza della chioma che spesso supera l'altezza, latifoglio e caducifoglio (= perde le foglie in inverno). È un albero longevo e può diventare anche pluricentenario, ma ha una crescita molto lenta. 
I fiori, ermafroditi, di colore bianco puro, sono semplici, a cinque petali; la fioritura nel complesso è molto decorativa. Nei soggetti selvatici, i giovani rami possono essere spinosi. Le foglie sono lanceolate. La fioritura, che è piuttosto tardiva (all'incirca nel mese di maggio), avviene dopo l'emissione delle foglie.
È una pianta molto visitata dalle api.

### Frutti
I frutti appaiono come dei piccoli pomi tondeggianti, a buccia ruvida e di colore verde-grigio-marrone chiaro, spesso coperti da una finissima peluria; le dimensioni variano da 2 a 3 cm di diametro. Come detto, la raccolta avviene a frutto immaturo verso novembre, ma vengono consumati man mano che maturano, grazie al tepore domestico, un po' come avviene per i kiwi. Inizialmente, i frutti restano duri e con sapore acido ed astringente fino a dicembre, poi, una successiva trasformazione enzimatica della polpa riduce il contenuto di tannino e ne rende possibile il consumo. I frutti, dopo la maturazione, arrivano ad avere una concentrazione di zuccheri di almeno il 20%. Questi frutti quindi, non possono essere consumati alla raccolta, che si ha verso fine ottobre, ma vanno lasciati "ammezzire" in un ambiente asciutto e ventilato (appunto sotto la paglia), cioè rammollire e virare di colore dal marrone chiaro al marrone scuro. La trasformazione enzimatica trasforma quindi la polpa, cancellando il forte sapore acido ed astringente, rendendole commestibili e zuccherini, questo nonostante la robusta buccia ed i numerosi e duri semi rendano problematico il consumo. Questo processo in cui i tannini si trasformano in zuccheri riducendo l'acidità e aumentando la dolcezza della polpa, come avviene nel sorbus domestica. La polpa del frutto presenta gradualmente un gusto via via più dolce, anche se rimane una nota leggermente acidula, dovuta alla presenza di acido formico e acetico, e di solito viene mangiato togliendo il picciolo e risucchiando la polpa, trattenendo i semi al suo interno.

## Coltivazione e diffusione
Essendo una pianta autunnale molto resistente al freddo, con fioritura tardiva successiva alle ultime brinate, si presta soprattutto alle zone, appunto, dell'Europa Centrale, anche se esistono dei cultivar selezionati, con frutti leggermente migliorati per dimensioni e caratteristiche organolettiche, adatti alle latitudini di area mediterranea. 
Altre selezioni europee possono essere, ad esempio, quelle olandesi, come
la nespola "Hollandia", il "Gigante di Breda", il tipico "Dutch", "Mostro" o "Gigante" olandese, con frutto, appunto, leggermente più grande, oppure il "Grande Russo" e lo scozzese "Nottingham".

Fuori dall'area del vecchio continente invece, nel 1990, furono scoperte alcune piante attribuibili al genere Mespilus in Arkansas, negli Stati Uniti. Per queste piante (circa 25 esemplari in tutto, ristretti a un unico bosco), fu descritta una specie nuova, il Mespilus canescens. Il canescens risulterebbe una specie a fortissimo rischio di estinzione, dato il suo ristrettissimo areale e le scarse capacità riproduttive manifestate in questi anni.

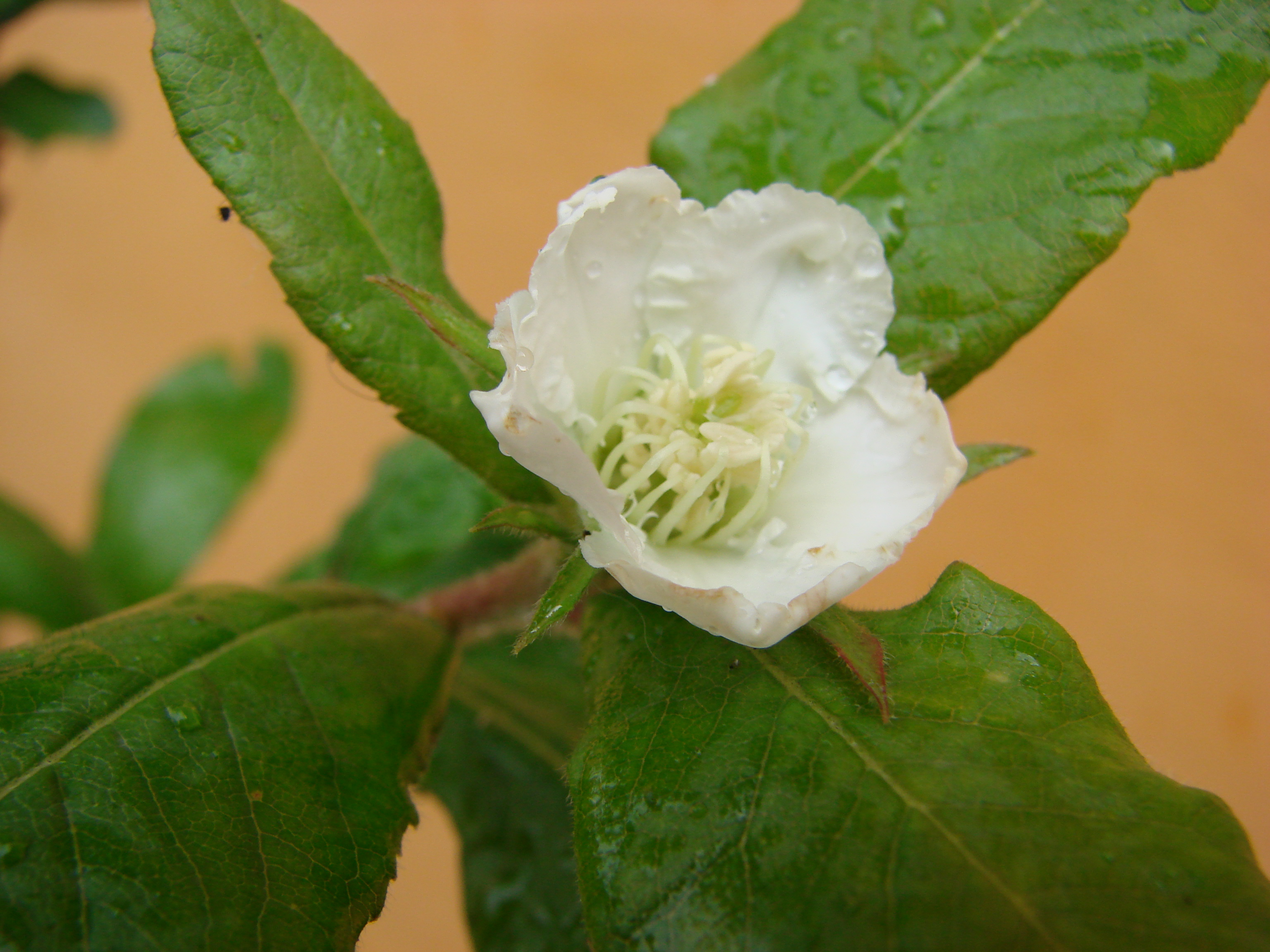
Fiore di Crataegus germanica (nespolo di Germania o nespolo comune)

In Italia, grazie alla sua resistenza al freddo, si è tradizionalmente prestato alle zone del Settentrione, anche se è stato anticamente piantato anche in alcune zone dell'Italia centrale e meridionale, come il caso, ad esempio, la cosiddetta "Casa del Nespolo" di Aci Trezza (Sicilia), citata nei Malavoglia di Giovanni Verga (1881).

Nelle regioni dell'Italia settentrionale, il frutto viene dialettalmente chiamato similmente al suo nome italiano, come ad esempio gnespul in friulano, venèspula in lombardo, nespolar in veneto, nèspla in emiliano, tranne alcune eccezioni, come pomai, pomatai in dialetto solandro, o neflier, nephie in valdostano.

### Il "pocio" piemontese
In Piemonte, la nespola germanica si diffuse maggiormente attraverso la tradizione popolare, ribattezzandola con il termine pocio (da leggersi "puciu", in piemontese), un frutto anche qui molto comune almeno fino al XX secolo, poi via via rimpiazzato dall'attuale nespola giapponese. Tuttavia, i pocio vengono ancor oggi coltivati, appunto per tradizione, in alcune zone, soprattutto nel Basso Piemonte, in particolare in provincia di Cuneo e nelle Langhe meridionali, quasi ai confini con la Liguria, anche attraverso delle esposizioni e delle fiere dedicate. Le più famose sono a Farigliano, dove tra novembre e dicembre si svolge una festa dedicata alla frazione di San Nicolao abbinata alla "Fiera dei Puciu", e a Trinità, dove l'ultima domenica di novembre si svolge la “fera dij pocio e dij bigat”, riproposta, dopo un periodo di interruzione durato 50 anni, nel 2000, dove fu associato il pocio all'antica coltivazione del baco da seta (bigat,in piemontese). Ogni anno inoltre, la seconda domenica di novembre, si tiene a Virle Piemonte una fiera dedicata alla zucca e al nespolo. Sempre in queste zone vengono tradizionalmente preparate delle grappe tipiche, ma anche dolci farciti di marmellata ai "pocio". Con la trasformazione si ottengono: marmellate, gelatine, salse e varie preparazioni culinarie, fino addirittura a formaggi aromatici.

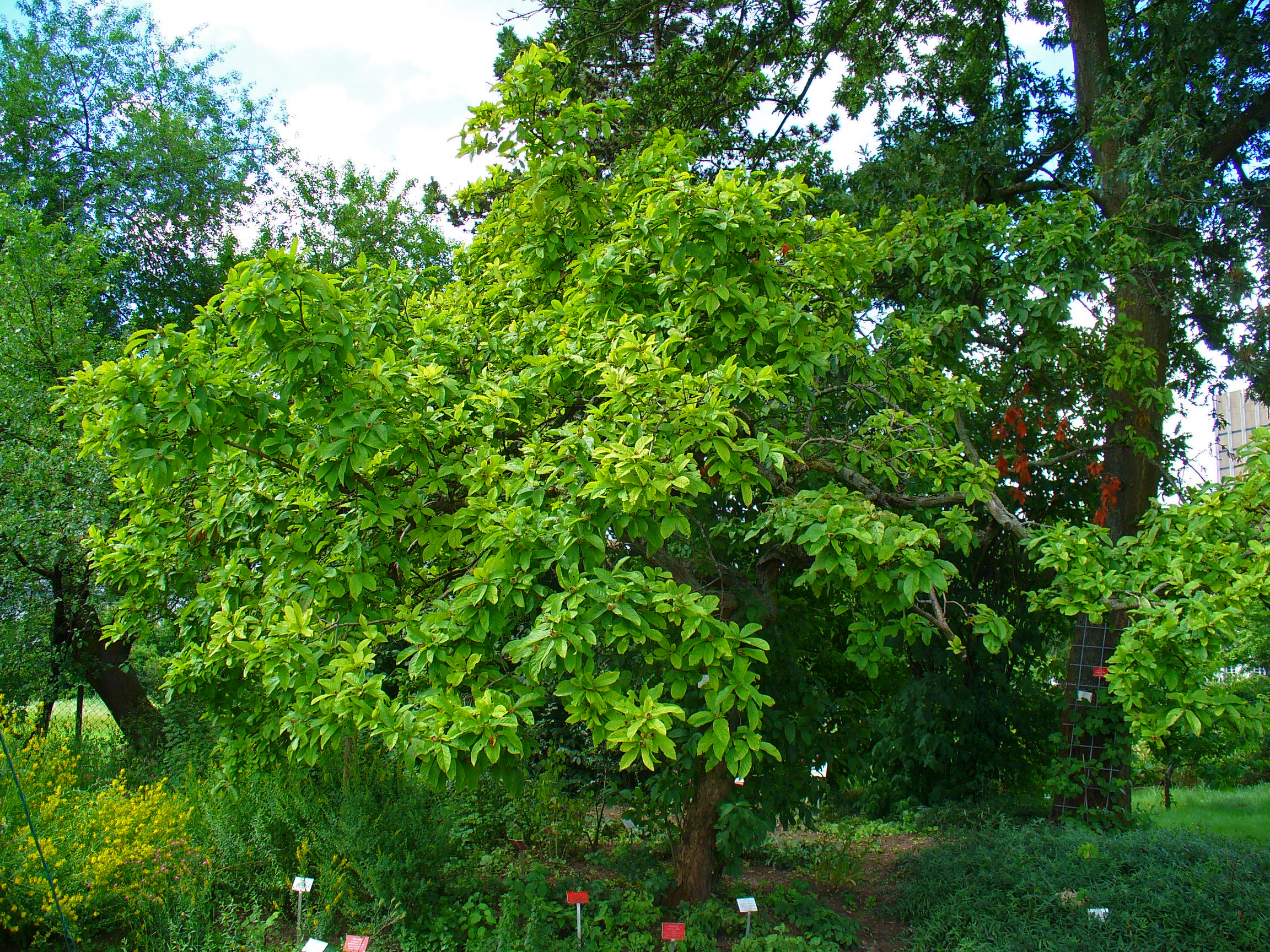
Chioma del nespolo comune (Crataegus germanica)

La lunga maturazione a riposo nella paglia anche oltre il periodo natalizio, associata alla graduale e crescente dolcezza del frutto, portò a coniare il proverbio italiano "Con il tempo e con la paglia maturano le nespole" (ovvero ci vuole pazienza ed occorre aspettare per vedere i risultati). 

Legato a questo aspetto, fu inoltre diffuso l'antico detto piemontese stago da pocio ("sto come un puciu"), ad indicare uno stato di pace, riposo, e tranquillo tepore domestico. Sempre metaforicamente, il termine dialettale piemontese pocio o pocionin indicava la forma del "piccolo pomo" di capelli lunghi delle giovani ragazze che si veniva a formare raccogliendoli dietro e fermandoli con un fermacapelli, e sempre metaforicamente, il soprannome della ragazza stessa.